# Diecezja Abomey
Diecezja Abomey (łac.: Dioecesis Abomeiensis) – katolicka diecezja Kościoła rzymskokatolickiego w Beninie, podlegająca pod Archidiecezję Kotonu. Siedziba biskupa znajduje się w Katedrze Świętych Apostołów Piotra i Pawła w Abomey.

## Biskupi diecezjalni
- Lucien Monsi-Agboka (1963–2002)
- René-Marie Ehuzu CIM (2002–2007)
- Eugène Cyrille Houndékon (od 2007)